# Ponte sobre o rio Piracicaba (Coronel Fabriciano–Timóteo)
A ponte sobre o rio Piracicaba entre Coronel Fabriciano e Timóteo, também conhecida como ponte velha, é uma ponte situada entre os dois municípios supracitados, no estado de Minas Gerais, Brasil. Com 125,62 m de extensão e 10 m de largura, cruza o rio Piracicaba, a BR-381 e a EFVM, sendo sustentada através de pilares contraventados. Interliga a continuação da Avenida Tancredo Neves no lado fabricianense e o Trevo da Sinterização em Timóteo.
Foi construída originalmente pela Acesita na década de 40, sendo mais tarde incorporada à BR-381. Foi a única ligação entre as duas cidades até 2005, quando houve a inauguração da Ponte Mariano Pires Pontes, a "ponte nova", entre o Centro de Fabriciano e o bairro Alegre, em Timóteo. Ainda na década de 2000, o trecho sob concessão federal foi transferido para fora do perímetro urbano dos municípios.
Em 8 de novembro de 2012, a ponte velha foi interditada após o DNIT constatar tricas na fundação de um dos pilares. Em 3 de abril de 2013, a pista foi liberada para veículos leves, porém blocos de concreto foram colocados nas cabeceiras e no centro para impedir a passagem de caminhões e ônibus. Após seis anos de especulações sobre o seu destino, passou por reformas e foi reinaugurada em 20 de janeiro de 2020.

## História e contexto

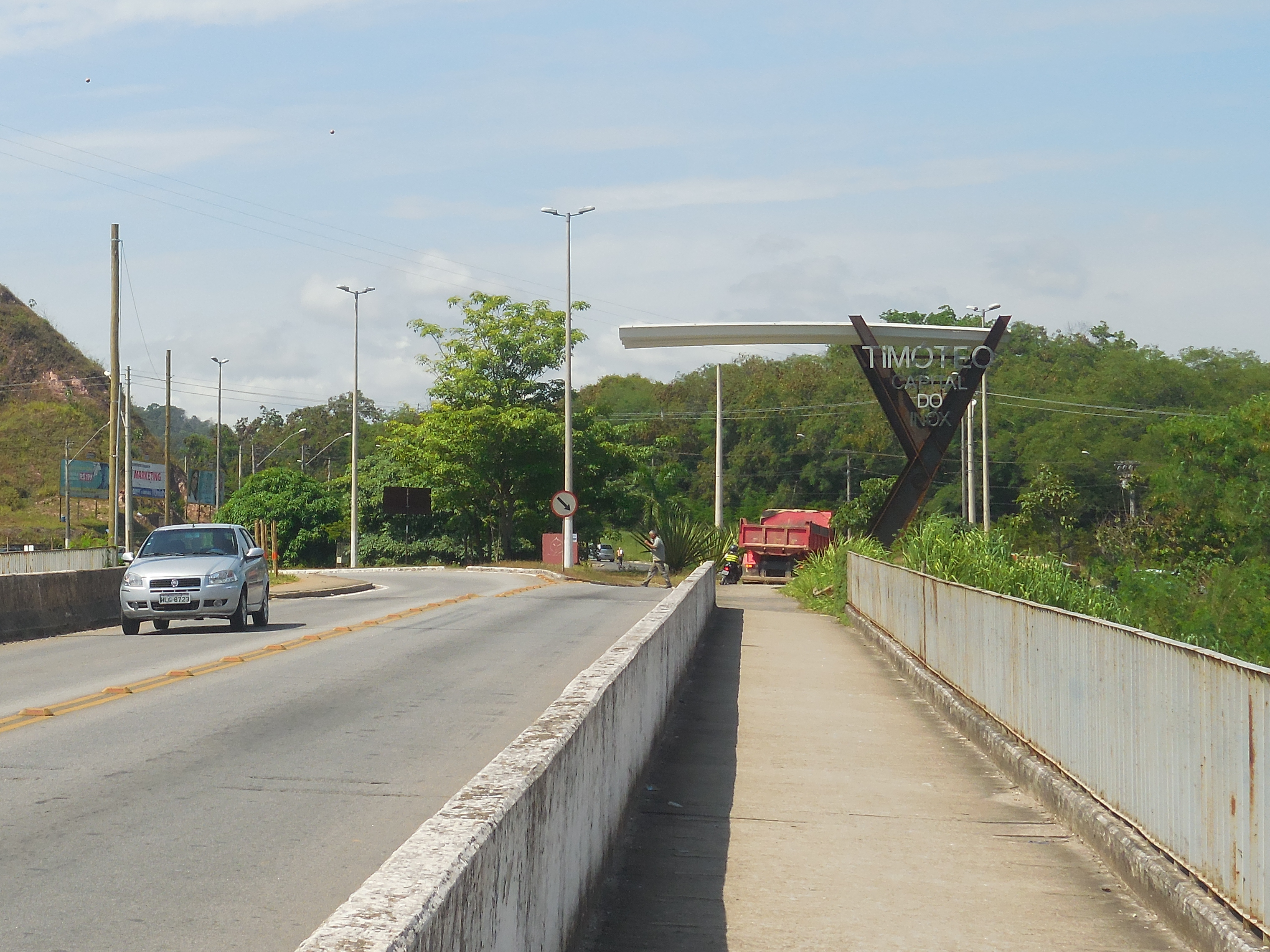
Entrada de Timóteo pela Ponte Mariano Pires Pontes, a "ponte nova", inaugurada em 2005. Foto de 2017.

A ponte sobre o rio Piracicaba foi inaugurada em 1947, a fim de servir para o acesso de caminhões até a fábrica da Acesita (atual Aperam South America) em Timóteo. Até então a travessia entre as duas cidades era feita através de botes e balsas, que transportavam até veículos. Segundo consta em acervos históricos, a ponte comportava no início a passagem de um veículo por vez, com 5 m de largura. Era conhecida como "ponte do diabo", devido à grande quantidade de acidentes. Posteriormente, com a criação da rodovia estadual MG-4 passando por Coronel Fabriciano e Timóteo, a construção foi incorporada pelo Departamento de Estradas de Rodagem de Minas Gerais (DER-MG), que realizou obras de alargamento do tabuleiro em 1965. Foram acrescentados dois alargamentos de 2,5 m em cada lado, ampliando a largura para 10 m.
Mais tarde, a antiga MG-4 teve sua concessão integrada à BR-381, sendo a administração da ponte transferida para o DNER, atual Departamento Nacional de Infraestrutura de Transportes (DNIT). Permaneceu como a única ligação entre Coronel Fabriciano e Timóteo até 2005, quando houve a inauguração da Ponte Mariano Pires Pontes, a "ponte nova", entre o Centro de Fabriciano e o trevo do bairro Alegre, em Timóteo. Com objetivo de reduzir o tráfego de veículos pesados no interior da zona urbana dos municípios, a rodovia foi transferida para fora do perímetro urbano, após a abertura de um anel rodoviário, construído entre 2001 e 2006. A ponte intercepta o anel, disposto paralelamente entre o rio Piracicaba e a EFVM. Mesmo com as obras voltadas para a diminuição do tráfego na via, a estrutura apresentou desgaste devido à idade avançada e o tráfego intenso já não era suportado por sua capacidade.

### Interdição

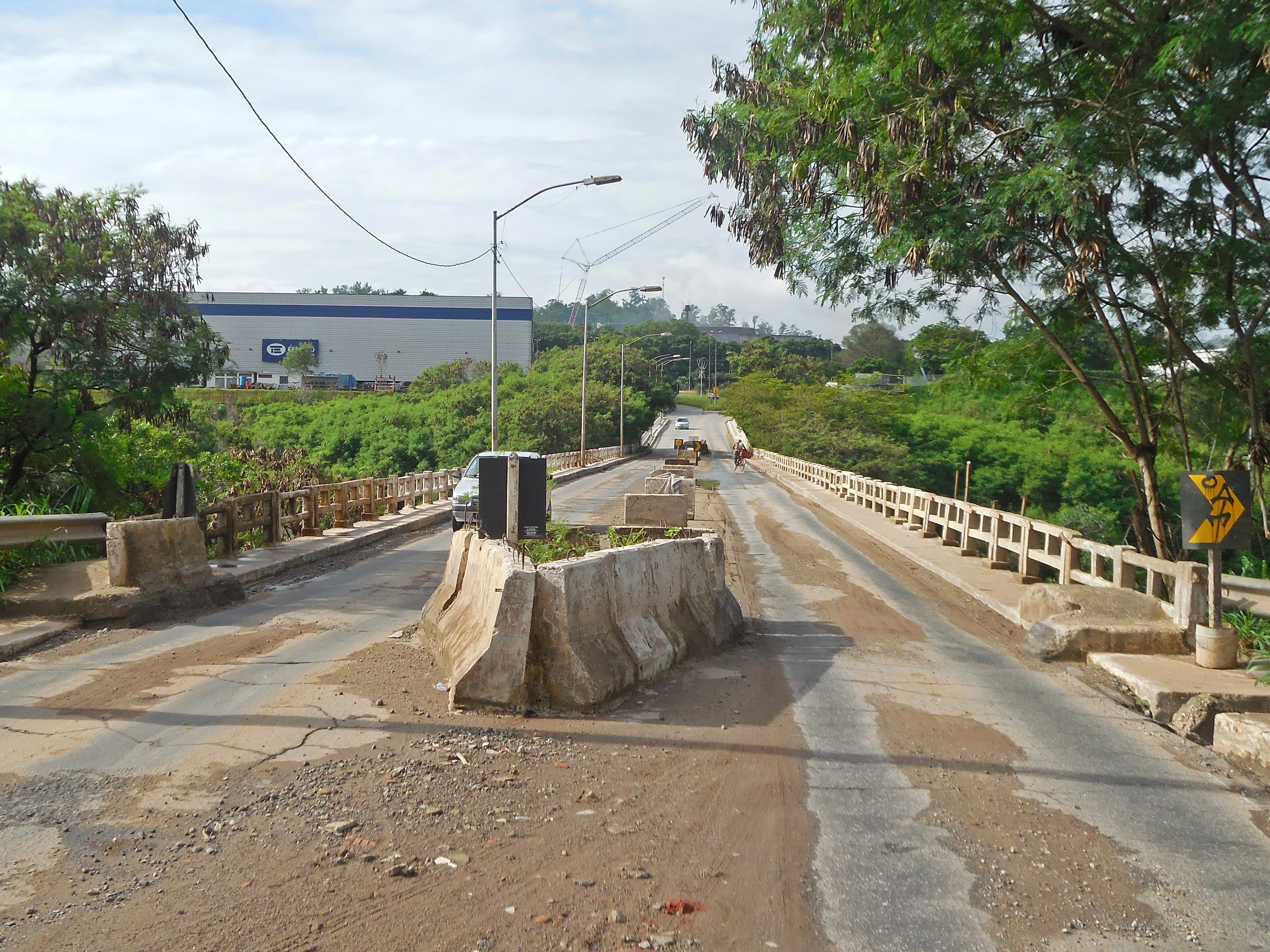
Cabeceira da ponte velha em Coronel Fabriciano, com o município de Timóteo ao fundo, em 2018.

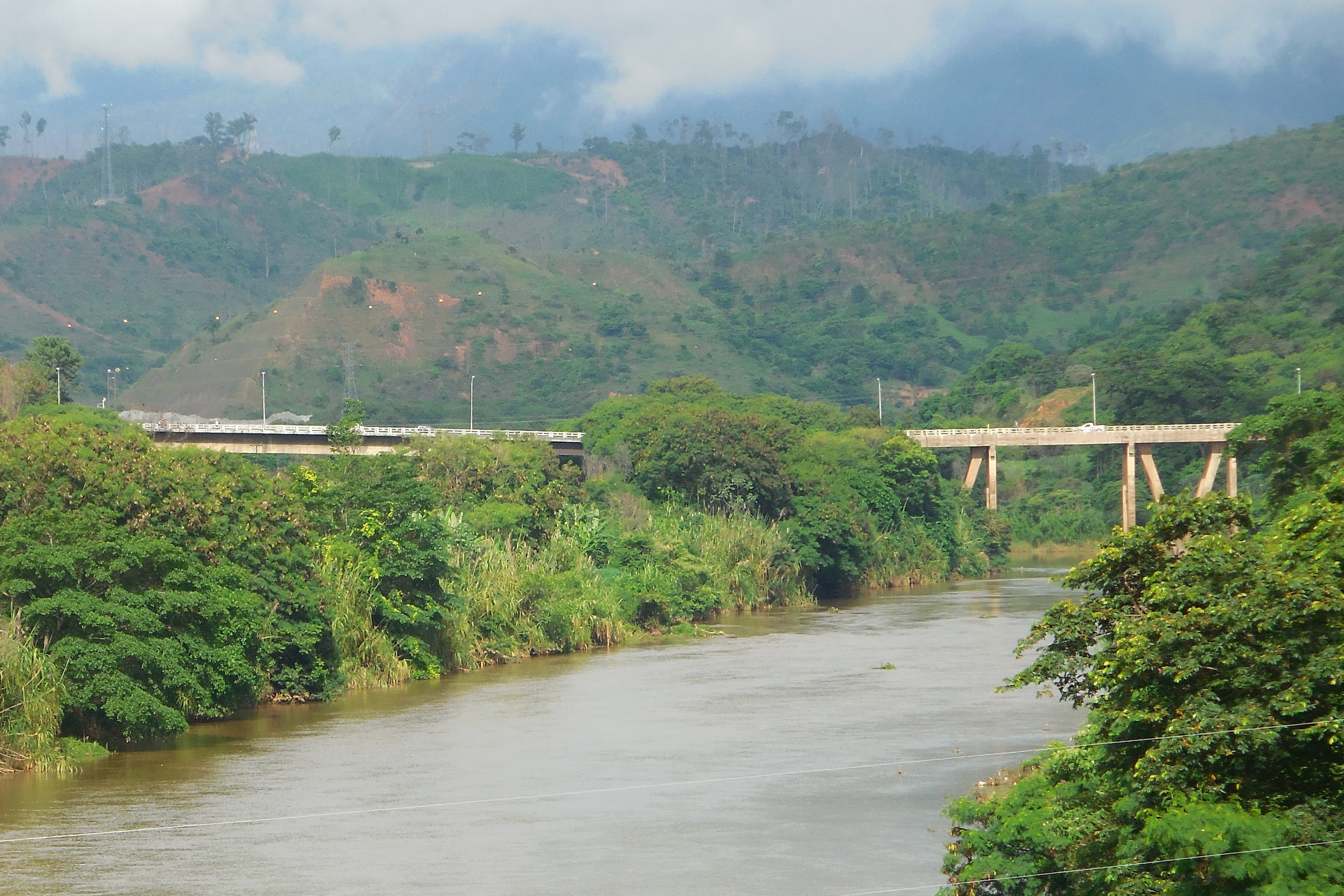
Vista do rio Piracicaba e da ponte velha a partir do bairro Manoel Domingos, em Coronel Fabriciano.

Em 8 de novembro de 2012, a ponte foi interditada após o DNIT constatar um recalque na fundação de um dos pilares dentro do rio, gerando um deslocamento. O bloco defeituoso suporta a maior parte da carga da estrutura central, gerando riscos para os usuários e a chance de desabamento. A pista apresentava um desnível de 30 cm e vazão de água comprometida. As vistorias ocorreram após denúncias de moradores, porém a interdição foi feita sem aviso prévio. Naquele dia a interdição foi total, ocasionando congestionamentos nas duas cidades. O interior do Centro de Fabriciano apresentou um súbito aumento do fluxo de veículos pesados e a cidade decretou estado de emergência em dezembro. A Avenida Tancredo Neves, que concentra uma considerável presença de atividade comercial, observou uma acentuada queda nas vendas em diversas lojas, impulsionando demissões.
Pelo fato dos prefeitos de Coronel Fabriciano e Timóteo que haviam vencido as eleições de 2012 (Rosângela Mendes e Keisson Drumond, respectivamente) serem do mesmo partido da então presidente Dilma Rousseff, o Partido dos Trabalhadores (PT), a expectativa inicial era de que existisse uma relação favorável com o DNIT, subordinado à Presidência da República, e com isso o imbróglio se resolveria rapidamente. No entanto, as primeiras informações divulgadas eram desencontradas e incertas e não havia nenhuma previsão de liberação.
Após novas análises e pequenas intervenções do DNIT, a ponte foi aberta para veículos de passeio e utilitários, com no máximo seis toneladas, em 3 de abril de 2013. Blocos de concreto foram colocados nas cabeceiras e no centro, impedindo a passagem de caminhões e ônibus. No entanto, isso não evitou a ocorrência de diversos acidentes e quedas, inclusive com registro de fatalidade. Ademais, eventos de chuvas intensas provocaram alagamentos da pista, prejudicando ainda mais o fluxo. Manifestações reivindicando as obras e a insatisfação com promessas políticas que não se cumpriram foram organizadas pela população, como um bloqueio da ponte nova por duas horas como protesto em 1º de março de 2013. O edital para a realização de obras só seria lançado no segundo semestre de 2013, mas isso aconteceu somente em 2014, sendo, além disso, revogado.
Um novo edital veio a ser publicado somente em 2016, sendo também fracassado devido aos valores elevados dos projetos concorrentes. Em março de 2017, a Usiminas Mecânica, com sede em Ipatinga, na mesma Região Metropolitana do Vale do Aço, apresentou um projeto de reconstrução da ponte, prevendo sua demolição total, alargamento da pista, novos pilares e quatro alças de acesso à BR-381. Em 27 de novembro de 2017, após dois meses de atraso, um terceiro edital foi publicado, porém dessa vez a empresa R.R. Fênix Tecnologia em Serviços Ltda. venceu a licitação, após o pregão realizado em 21 de dezembro. O contrato previa a entrega da obra em 18 meses, mas sem a ligação à BR-381. Em janeiro de 2018, a licitação da empresa selecionada foi desclassificada e com isso a segunda colocada, a Vereda Engenharia, passou a ser sondada. Depois de três adiamentos da conclusão da análise, a proposta foi validada em 6 de fevereiro de 2018.
Durante o ano de 2018 foram desenvolvidos os projetos da obra, que obtiveram a aprovação definitiva pelo DNIT no dia 26 de novembro. Enfim, a ponte foi interditada para execução das intervenções em 10 de janeiro de 2019, com previsão de liberação em 10 meses. Durante o bloqueio da ponte velha o Centro de Fabriciano e a ponte nova voltaram a enfrentar aumento no fluxo de veículos e congestionamentos diários. Por fim a ponte foi reinaugurada em 20 de janeiro de 2020, coincidindo com as comemorações do aniversário de 71 anos de Coronel Fabriciano.

## Sistemas construtivos
A ponte original possuía uma extensão de 125,62 m e 10 m de largura, totalizando uma área de 1 256,20 m² de tabuleiro, e apresentava sete vãos, sendo o vão mínimo de 15 m e o máximo de 20 m. Era composta de forma geral por duas estruturas conectadas; a original, datada de 1947, e a outra constituída pelo alargamento do tabuleiro nas laterais realizado na década de 60. A parte mais antiga formava a mesoestrutura, com sua estrutura sustentada pelos blocos de fundação. Os alargamentos laterais, por sua vez, foram projetados para serem apoiados nos pórticos com pilares retangulares, contraventados transversalmente por vigas travessas, seção intermediária e engaste com os tubulões.
Segundo o DNIT, uma reforma da ponte precisava reconstruir a mesoestrutura, além de reforçar a sustentação das estruturas laterais através de uma laje. Outros pontos previstos pelo órgão incluíam a implantação de sistema de drenagem, substituição dos guarda-corpos, segregação do fluxo de pedestres e sinalização.